# Yves Frémion

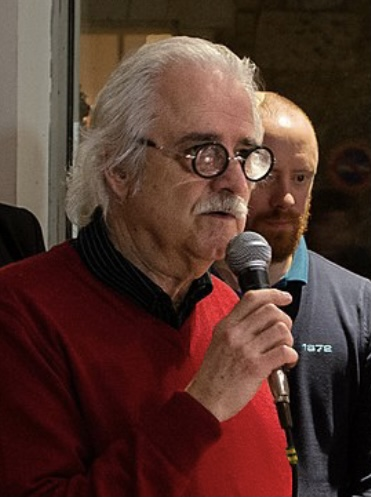
Yves Frémion

Yves Frémion-Danet (geboren am 14. Juni 1947 in Lyon) ist ein französischer Schriftsteller, Autor und Herausgeber von Science-Fiction, Comic-Kritiker, Comicszenarist und politischer Aktivist.
Er verwendete eine Vielzahl von Pseudonymen, nämlich Émile Auhunenuit, Art(h)ur Conan Doc, Batteste Monokini, Bethsabée Mouchot, Hassen Seffaf, Yvan E. Frémov, Jean-Edern Hyerestation-du-RER, Laurent Tharbes, Les Frères L. et D. Corson de Rojayheart, Max de Blé, Noël Hobalcon et Paco Tison, Théophraste Épistolier, Yves Frémion de la Fermez, Yves Mousse und zusammen mit Emmanuel Jouanne das Gemeinschaftspseudonym Colonel Durruti.

## Leben
Frémions erste Erzählung Le Péché horriginel ou le cas KO veröffentlichte Frémion 1970 in der Zeitschrift Lunatique. 1978 wurde er für die Erzählung Petite mort, petite amie mit dem Grand Prix de l’Imaginaire ausgezeichnet. Frémions erster Science-Fiction-Roman Brantonne au Fleuve Noir erschien 1979. 1990 erhielt er für den Roman L’Hétéradelphe de Gane den Prix Rosny aîné, womit er die beiden renommiertesten Genrepreise der französischen Literatur gewonnen hatte.
Anfang der 1970er Jahre begann er Beiträge und Kritiken zu Science-Fiction, Comic und anderen Themen in verschiedenen Zeitschriften zu veröffentlichen, darunter Charlie Mensuel, Actuel, L’Écho des Savanes, Le Magazine littéraire, L’Express und ZOO. Von 1975 bis 2014 war er einer der wesentlichen Mitarbeiter des Comicmagazins Fluide Glacial. Er war zusammen mit Jacques Sadoul von 1975 bis 1990 Herausgeber der dreimal jährlich erscheinenden Science-Fiction-Almanachs Univers, das in insgesamt 19 Bänden im Verlag J’ai lu erschien.
Frémion ist weiterhin Leiter des Centre International de l’Imagerie Populaire (C.I.P.) und als solcher Herausgeber der seit 2004 vom C.I.P. publizierten Zeitschrift Papiers nickelés, die sich der Geschichte und Gegenwart von Illustration, grafischer Erzählung und Comic widmet. Schließlich ist Frémion Mitglied der Jury des von der Académie de la Carpette anglaise jährlich verliehenen Negativpreises für Personen, die sich um die Förderung anglo-amerikanischer Kultur in Frankreich besonders „verdient“ gemacht haben.
Frémion war Vizepräsident des Réseau Voltaire, einer zur Förderung der Freiheitsrechte, insbesondere der Redefreiheit gegründeten Vereinigung, und er ist Mitglied der ökologischen Partei Les Verts, bei den Vorwahlen zur Präsidentschaftswahl 2002 erhielt er 8,2 %. Von 1989 bis 1994 war er Abgeordneter im Europaparlament.

## Auszeichnungen
- 1978 Grand Prix de l’Imaginaire für die Erzählung Petite mort, petite amie
- 1986 European Science Fiction Society Award für die Sammlung Rêves de sable, châteaux de sang
- 1990 Prix Rosny aîné für den Roman L’Hétéradelphe de Gane

## Bibliografie
Romane
- Brantonne au Fleuve Noir (1979)
- Les Mauvais jours finiront (1980, als Théophraste Épistolier)
- Les Nouveaux petits-miquets (1982)
- Territoires du tendre (1982)
- Brantonne illustrateur (1983)
- Les morts sont tous des cons (1986)
- Tongre (1986)
- Ronge (1988)
- L’Hétéradelphe de Gane (1989)
- Déluge sur Monteyrac (1997)
- Le Tueur (1998)
- Cher Visiteur (2008)

unter dem Pseudonym Colonel Durruti zusammen mit Emmanuel Jouanne:
- Tuez un salaud ! Le Soviet (1985)
- Le Rat débile et les Rats méchants (1986)
- C’est la danse des connards (1987)
- Berlin l’enchanteur (1997)
- Le Soviet au Congo (2016)

Sammlungen
- Octobre, octobres (1977)
- Rêves de sable, châteaux de sang (1986)

Erzählungen
- Le Péché horriginel ou le cas KO (1970)
- Le Tueur qui devançait son ombre (1971)
- Il est plus de midi et le boulanger n’est pas encore passé (1972)
- Vivre, s’entend, mort... Jouir sans entrailles (1972)
- Les Terrestres Extras (1973)
- Enrique, le négro martien (1973, als Yvan E. Frémov)
- La Mort de Coco Chanel (1974, als Théophraste Épistolier)
- L’Omphalosite sur le bout du banc (1975)
- Habeukeudeu heufeugueucheu … (1976)
- Accoutumance (1977)
- Comme dans du beurre (1977)
- Elizabeth qui me parle et rit et s’effondre sur mon épaule (1977)
- Fais pas cette tronche (1977)
- L’Homme immobile (1977)
- L’Humanité, dimanche (1977)
- Nous n’irons plus à Yegub les phanyls sont coupés … (1977)
- Octobre, octobres (1977)
- Pestilence (1977)
- Petite mort, petite amie (1977)
- Pipi caca bobo (1977)
- Toreador, prends garde à l’oeil de Kierkegaard ! (1977)
- Journal d’un petit monstre (1978)
- Le Camembert qui pourissait sur place (1978)
- Les Furoncles (1978)
- Rêves de sable, châteaux de sang (1978)
- Belle viande, dis-moi qui t’habite … (1979)
- Guide du jeune travailleur (1979)
- La Révolte des rustauds (1979, als Théophraste Épistolier mit Michel Trublin)
- Le Dernier des volumes simples ou Vie et mort d’Univers (1979, mit J.-P. Thomas)
- Jouir (1980)
- La Belle au planeur dormant (1980)
- Le Soviet de Retrograd (1980)
- Le Soviet de rétrograd (1980)
- Notes sur la guerre de cent ans (1980)
- Sein lourd, téton froid (1980)
- Les Infects contes (et eux seuls) – L'amour n'est pas un handicap (1980, als Émile Auhunenuit)
- Lettre à Maman (1980, als Émile Auhunenuit)
- Les Dévorés (1981)
- Petite mort, petite amie… (1981)
- Avez-vous une culotte sous vos kilts ? (1981, als Émile Auhunenuit)
- Le Dernier métro de Sophie Sister (1981, als Émile Auhunenuit)
- Grosse flemme (1981, als Émile Auhunenuit)
- Les Infects contes "Qui Bogdanoeuf Bogdaboeuf" (1981, als Émile Auhunenuit)
- Mon voisin de palier est un mutant (1981, als Émile Auhunenuit)
- The duck's visit (1981, als Émile Auhunenuit)
- Lente chaleur de la chair (1982)
- Demande de subvention (1985)
- Gonades urbaines (1985)
- Les Beaux amours (Gedichte, 1985)
- Transylvanian night (Gedichte, 1985)
- Cosmosculpture (1986)
- Fille de joie, fille de tristesse (1986)
- Je n’ai pas de cri et il faut que je bouche … (1986)
- Lettre à mon fils (1986)
- Sexe-duo, bouche du bas (1986)
- La Dernière croisade (1997)
- Ten Buks (2004)
- Et souffrir mille morts … (2008)

Anthologien (als Herausgeber)
- Univers (19 Bände, 1975–1979)
- Les Amazonardes (1984)
- Territoires du tendre (1982)
- La Planète Larzac (1980)
- Univers en folio (1980)

Comics (als Szenarist)
- Attention, chien léchant (1997, Zeichnungen von Bernar)
- Le Guide des métiers méconnus (2004, Zeichnungen von Jeff Pourquié)
- Le Pop-up (2006)

Sachliteratur und andere Schriften
- Brantonne au Fleuve Noir (1979)
- Les Orgasmes de l’Histoire. 3000 ans d’insurrections spontanées (mit Volny, 1980)
- La Planète Larzac (1980)
- Provo la tornade blanche (2009)
- Brantonne illustrateur (1983)
- Images interdites (mit Bernard Joubert, 1989)
- Léauthier l’anarchiste (1999)
- Serre 1938–1998 (2001)
- Histoire de la révolution écologiste (2007)

über Comics:
- Reiser (1974)
- Charlie Hebdo (1974)
- Best of Le Petit-Miquet qui n’a pas peur des gros (1976)
- Les Nouveaux petits miquets (1982)
- L’ABC de la BD (1983)
- Le Guide de la bédé francophone (1990)
- Goossens, un mec ordinaire pas ordinaire (1998)